# 城市地质信息系统

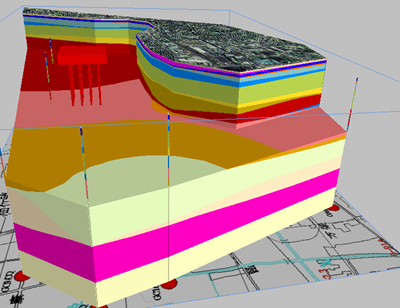
三维地质结构模型

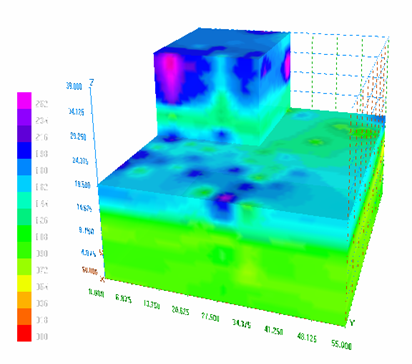
三维地质属性模型

城市地质信息系统是地理信息系统（GIS）在城市地质中的应用，係通过应用信息技术，采集、存储、管理、分析、可视化城市地质数据的系统，可应用于城市规划、建设和管理之中。同地理信息系统类似，主要元素包括人员、数据、硬件、软件、模型。